# Bí ẩn Trái Đất

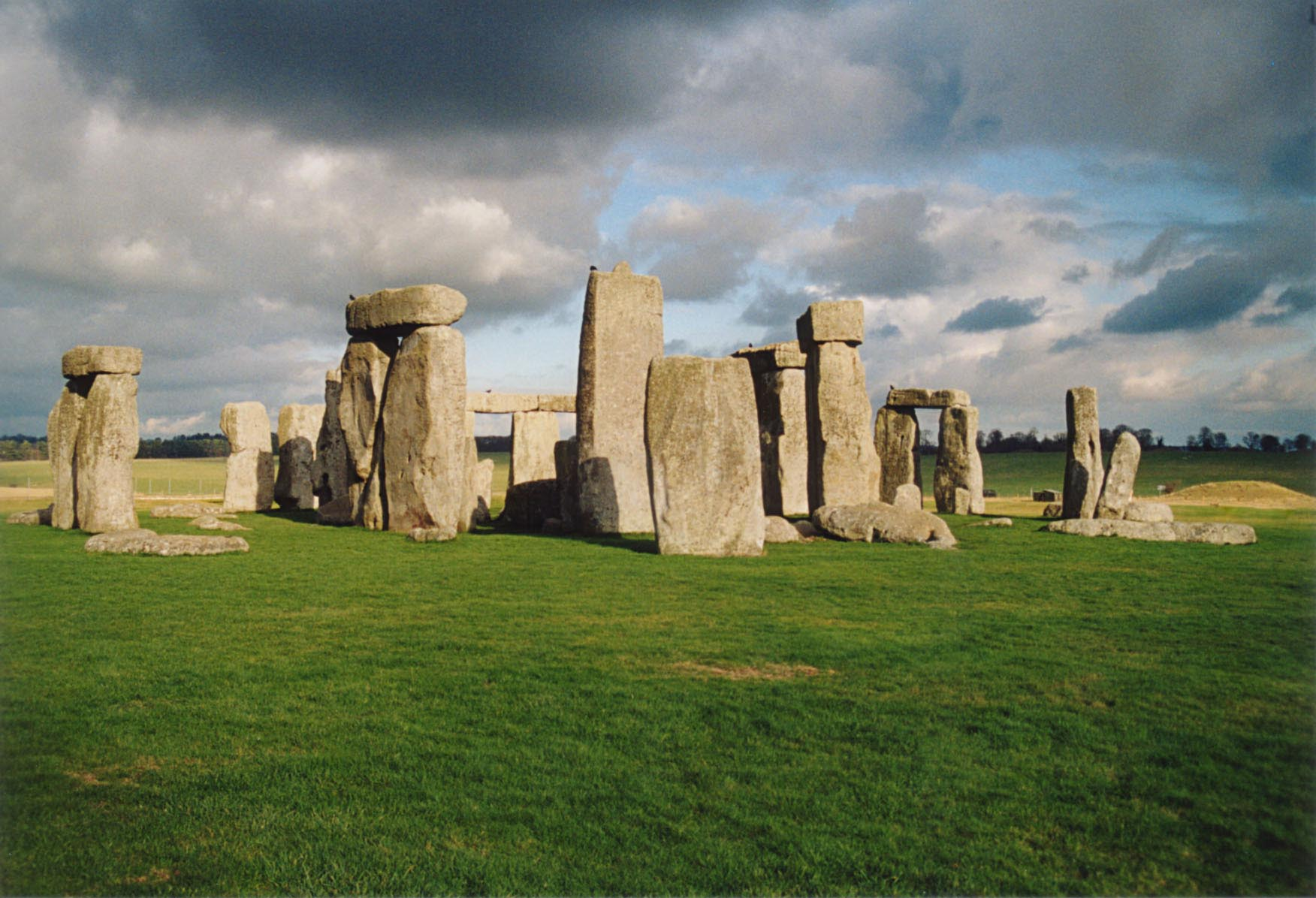
Stonehenge từng được coi là một địa điểm quan trọng của một số tín đồ theo thuyết bí ẩn Trái Đất.

Bí ẩn Trái Đất là một loạt các ý tưởng tâm linh, bán tôn giáo và giả khoa học tập trung vào niềm tin văn hóa và tôn giáo về Trái Đất, nói chung liên quan đến các vị trí địa lý cụ thể có ý nghĩa lịch sử. Những người tin tưởng vào các bí ẩn Trái Đất thường coi các địa điểm nhất định là "thiêng liêng", hoặc "năng lượng" tâm linh nhất định có thể hoạt động tại các địa điểm đó. Thuật ngữ "khảo cổ học thay thế" cũng đã được sử dụng để mô tả nghiên cứu về tín ngưỡng bí ẩn Trái Đất.
Nghiên cứu về các đường Ley bắt nguồn từ thập niên 1920 với Alfred Watkins. Thuật ngữ "bí ẩn Trái Đất" cho lĩnh vực quan tâm này được đặt ra vào khoảng năm 1970 trên tạp chí The Ley Hunter, và các khái niệm liên quan đã được chấp nhận và tái phát minh bởi các phong trào như Phong trào Thời đại Mới và ngoại giáo hiện đại trong thập niên 1970 đến 1980.
Một số tín đồ Thời đại Mới tham gia du lịch đến các địa điểm mà họ cho là quan trọng theo niềm tin của họ; ví dụ, Stonehenge là một điểm đến nổi tiếng trong số những người đi theo Thời đại Mới.

## Lịch sử
Khái niệm bí ẩn Trái Đất có thể bắt nguồn từ hai nhà khảo cổ thế kỷ 17: John Aubrey và William Stukeley, cả hai đều tin rằng Stonehenge có liên quan đến druid. Stukeley trộn lẫn các di tích và thần thoại cổ xưa để hướng tới một "tầm nhìn lý tưởng hóa" của thiên nhiên.
Những "đường Ley" được Alfred Watkins đặt ra vào năm 1921 trong buổi thuyết trình tại Câu lạc bộ Woolhope Naturalists' Field Club, về sau được xuất bản trên tờ Early British Trackways (1922) và The Old Straight Track (1925). Watkins còn thành lập Câu lạc bộ Old Straight Track Club vào năm 1927, hoạt động cho đến năm 1935 nhưng không còn tồn tại trong suốt Thế chiến II.
Một sự hồi sinh của sự quan tâm chủ đề này bắt đầu vào những năm 1960, bây giờ gắn liền với các xu hướng của người tân pagan như Wicca, và với UFO học. Câu lạc bộ Straight Track của Watkins đã được Philip Heselton và những người khác hồi sinh vào năm 1962 dưới cái tên Câu lạc bộ Ley Hunter. Tạp chí của câu lạc bộ mới The Ley Hunter được phát hành từ năm 1965 đến 1970, với tiêu đề "Magazine of Earth Mysteries".
Nhà văn người Anh John Ivimy đã viết một cuốn sách vào năm 1975 mang tên The Sphinx and the Megaliths, trong đó ông đã liên kết Nhân sư Ai Cập với Stonehenge ở Anh và các cấu trúc cự thạch khác cho rằng tất cả đều được xây dựng bởi một nhóm người "tinh hoa được đào tạo" chu đáo.
Sự bùng nổ Thời đại Mới của những năm 1980 đã mở rộng phạm vi của lĩnh vực "bí ẩn Trái Đất" vượt ra ngoài cảnh quan nước Anh và bí ẩn Trái Đất là một "truyền thống phát minh ra Thời đại Mới" vào những năm 1990 có thể bao gồm nghiên cứu về các địa điểm và phong cảnh cổ đại (bao gồm khảo cổ học, khảo cổ thiên văn học và các đường Ley), môn bói đất Trung Quốc hay phong thủy, các khái niệm ma thuật phương Tây của phép cộng trị, và cảm xạ.
Một nhà văn quan trọng kết hợp các lĩnh vực này trong những năm 1970 đến 2000 là John Michell. Cuốn sách của Michell có nhan đề The View Over Atlantis đã pha trộn đường Ley với văn hóa dân gian và khảo cổ học; những ý tưởng này được phổ biến đến mức hình thành nên thuật ngữ "bí ẩn Trái Đất". Các tác giả khác của thập niên 1980 về chủ đề bí ẩn Trái Đất bao gồm Paul Devereux và Nigel Pennick.
Các ý tưởng liên quan bao gồm "khảo cổ học cảnh quan" được ủng hộ bởi tác giả người Đức Kurt Derungs từ khoảng năm 1990, và lĩnh vực rộng hơn của "Forteana", một thuật ngữ được đưa vào để bao gồm các hiện tượng siêu linh nói chung.

## Lịch sử xuất bản
Những cuốn sách viết về bí ẩn Trái Đất xuất hiện lần đầu tiên vào những năm 1970, thảo luận về các chủ đề như đường Ley, năng lượng Trái Đất, khảo cổ thiên văn học, cảnh quan linh thiêng, tượng đài cự thạch, Shaman giáo, Pagan giáo, cảm xạ và văn hóa dân gian.
Niên đại các ẩn phẩm:
- 1973 – The View Over Atlantis, John Michell
- 1975 – Atlantean traditions in ancient Britain, Anthony Roberts
- 1977 – The Ancient Wisdom, Geoffrey Ashe
- 1977 – Quicksilver Heritage, Paul Screeto
- 1978 – Earth Magic, Francis Hitching
- 1986 – Planetary Mysteries, Richard Grossinge
- 1990 – Atlas of Earth Mysteries, Philip Whitfield
- 1995 – Earth Mysteries, Philip Heselton
- 2000 – The Illustrated Encyclopedia of Ancient Earth Mysteries, Paul Devereux
- 2003 – The New Encyclopedia of the Occult, John Michael Greer
- 2003 – Ley Lines and Earth Energies, David R. Cowan and Chris Arnold
- 2005 – Ley Lines, Danny Sullivan

## Nhận định
Những người đề xướng coi các bí ẩn Trái Đất là "thiêng liêng" và "hơi hướng huyền thoại hóa" hơn là khoa học. Ý tưởng về các đường Ley thường bị bỏ qua dựa trên cơ sở học thuật trong lĩnh vực khảo cổ học. Công trình của các nhà nghiên cứu ủng hộ các khía cạnh huyền bí của bí ẩn Trái Đất đã bị chỉ trích rộng rãi bởi các "nhà gỡ rối chuyên nghiệp" như James Randi, Martin Gardner, và Ủy ban Điều tra Khoa học về Hiện tượng Siêu linh (CSICOP).
Phong trào bí ẩn Trái Đất ở Vương quốc Anh bao trùm thuật ngữ "cảnh tượng nghi lễ" từng được sử dụng trong giới khảo cổ học Anh bắt đầu từ những năm 1980, liên quan đến các địa điểm "linh thiêng" rõ ràng được sử dụng cho mục đích nghi lễ chủ yếu trong thời đại đồ đá mới và sơ kỳ thời đại đồ đồng; khái niệm này đã được thông qua và chịu sự chỉ trích trong lĩnh vực khảo cổ học lý thuyết. Du lịch gắn liền với phong trào bí ẩn Trái Đất về vấn đề này được gọi là phân khúc "di sản cảnh quan" của thị trường.